# Clostridium disporicum
Clostridium disporicum  è una specie di batterio appartenente alla famiglia delle Clostridiaceae.